# Lijst van personen uit Toronto
Deze lijst van personen uit Toronto bevat op chronologische volgorde de mensen die in de Canadese stad  Toronto zijn geboren.

## Geboren in Toronto

### Voor 1900
- Walter Huston (1883-1950), Canadees-Amerikaans acteur
- Allan Dwan (1885-1981), filmregisseur en filmproducent
- Mary Pickford (1892-1979), actrice
- Ernie Collett (1895–1951), ijshockeydoelman
- Raymond Massey (1896-1983), Canadees-Amerikaans acteur
- Jack Pickford (1896-1933), acteur
- Lester Bowles Pearson (1897-1972), staatsman, diplomaat, politicus en Nobelprijswinnaar (1957)

### 1900–1909
- Myrtle Cook (1902-1985), olympisch atlete
- Joseph Wright (1906-1981), roeier
- Percy Faith (1908-1976), componist en orkestleider

### 1910–1919
- Vera Peters (1911-1993) oncologe
- Joe Shuster (1914–1992), stripmaker
- Robert Farnon (1917–2005), componist van vooral lichte orkestmuziek

### 1920–1929
- Carmen Silvera (1922-2002), actrice
- Harry Somers (1925–1999), componist en pianist
- Norman Jewison (1926-2024), acteur, regisseur en producent
- James Randi (1928-2020), Canadees-Amerikaans goochelaar
- Frank Gehry (1929), architect
- Christopher Plummer (1929-2021), acteur en toneelschrijver

### 1930–1939
- Graham Jarvis (1930-2003), acteur
- Ted Kotcheff (1931-2025), film- en televisieregisseur
- Glenn Gould (1932-1982), pianist
- Robert Paul (1937-2024), kunstschaatser
- Anne Helm (1938), actrice en kinderboekenschrijfster
- Michelle Duff (1939-2025), motorcoureur
- R. Dean Taylor (1939-2022), zanger, producent en songwriter

### 1940–1949
- Dan Hennessey (1941-2024), acteur
- Harvey Atkin (1942-2017), acteur
- David Cronenberg (1943), filmregisseur
- Robbie Robertson (1943-2023), gitarist, songwriter en rockzanger (onder andere The Band)
- Neil Young (1945), zanger en songwriter
- Howard Shore (1946), componist van filmmuziek
- Michael Ignatieff (1947), politicus, publicist en hoogleraar
- Linda Thorson (1947), actrice
- Bob Ezrin (1949), muziekproducer
- Heather Menzies (1949-2017), Amerikaans actrice

### 1950–1959
- Doug Stone (1950), stemacteur en dialoogregisseur
- Paul Watson (1950), milieu- en dierenrechtenactivist
- Geddy Lee (1953), basgitarist, toetsenist, zanger (Rush)
- John Rutsey (1953–2008), drummer (Rush)
- Dan Hill (1954), popzanger en songwriter
- Howie Mandel (1955), acteur
- Alberta Watson (1955-2015), actrice
- Teri Austin (1957), actrice
- Michael Wincott (1958), acteur
- Henry Czerny (1959), acteur
- Steven Erikson (1959), archeoloog, antropoloog en schrijver
- Stephen Harper (1959), premier van Canada
- Lesley Thompson (1959), stuurvrouw bij het roeien

### 1960–1969
- Lawrence Bayne (1960), acteur
- Chris Potter (1960), acteur, filmregisseur en -producent
- Brad Wright (1961), televisiemaker, scenarioschrijver en acteur
- Enrico Colantoni (1963), acteur
- Eric McCormack (1963), acteur
- Alex Carter (1964), acteur
- Jonathan Potts (1964), (stem)acteur
- Gloria Reuben (1964), zangeres en actrice
- Jessica Steen (1965), actrice
- Jeff Healey (1966-2008), zanger, bluesgitarist
- John Part (1966), drievoudig wereldkampioen darts
- Sharon Donnelly (1966), triatlete
- John Child (1967), beachvolleyballer
- Nicole Mikisch (1967), atlete
- Megan Follows (1968), actrice
- Christine Harnos (1968), actrice
- Susan Haskell (1968), actrice
- Samantha Bee (1969), Canadees-Amerikaanse actrice en televisiepresentator
- Rick Fox (1969), basketbalspeler en acteur
- Mark Heese (1969), beachvolleyballer
- Snow (1969), rapper en reggae/dancehall-muzikant

### 1970–1979
- Will Arnett (1970), acteur
- Ed Podivinsky (1970), alpineskiër
- Tamara Taylor (1970), televisieactrice
- Zack Ward (1970), acteur
- Corey Haim (1971–2010), acteur en tieneridool
- Sara Seager (1971), astrofysica
- Amanda Marshall (1972), zangeres
- Christian Campbell (1972), acteur
- Lisa Ray (1972), actrice
- Sergio Di Zio (1972), acteur
- Tara Strong (1973), actrice
- Rizwan Manji (1974), acteur, filmproducent, filmregisseur en scenarioschrijver
- Kenneth Mitchell (1974-2024), acteur
- Daniel Negreanu (1974), pokerspeler
- Michael Barry (1975), wielrenner
- Chris Diamantopoulos (1975), acteur en komiek
- Mia Kirshner (1975), actrice
- Jonathan Scarfe (1975), acteur
- Rachel Blanchard (1976), actrice
- Ivan Woods (1976), Maltees voetballer
- Katheryn Winnick (1977), actrice
- Aaron Abrams (1978), acteur, filmproducent en scenarioschrijver
- Inga Cadranel (1978), actrice
- Chad Donella (1978), acteur
- Lisa Jakub (1978), actrice
- Leona Philippo (1979), zangeres, songwriter, woonachtig in Nederland
- Sarah Polley (1979), actrice en filmregisseur
- Drew Nelson (1979), (stem)acteur
- Bree Williamson (1979), actrice

### 1980–1989
- Pierre Browne (1980), atleet
- Patrick J. Adams (1981), acteur en fotograaf
- Neal Bledsoe (1981), acteur
- Julian de Guzmán (1981), voetballer
- Joel Thomas Zimmerman (1981), dj en muziekproducent
- Terri Hanauer (1982), actrice, filmregisseuse, scenarioschrijfster en fotografe
- Brooke Nevin (1982), actrice
- Adil Shamasdin (1982), tennisser
- Dan Levy (1983), acteur
- Annamay Pierse (1983), zwemster
- Gregory Smith (1983), acteur en regisseur
- Charlotte Sullivan (1983), actrice
- Dylan Moscovitch (1984), kunstschaatser
- Alison Pill (1985), actrice
- Drake (1986), rapper en acteur
- Shantelle Malawski (1986), professioneel worstelaarster
- Jonathan de Guzmán (1987), voetballer
- Will Johnson (1987), voetballer
- Jenn Proske (1987), actrice
- Michael Seater (1987), acteur
- Steven Vitória (1987), Portugees voetballer
- Justyn Warner (1987), atleet
- Robbie Amell (1988), acteur
- Kevin Drury (1988), freestyleskiër
- Alice Glass (1988), zangeres
- Dustin Cook (1989), alpineskiër
- Martha McCabe (1989), zwemster

### 1990–1999
- Daniel Dearing (1990), beachvolleyballer
- Sharon Fichman (1990), tennisspeelster
- Kyle Porter (1990), voetballer
- Abel Tesfaye (1990), zanger en songwriter
- Alexandra Paul (1991-2023), kunstschaatsster
- Gia Sandhu (1991), actrice
- Melissa Humana-Paredes (1992), beachvolleyballer
- Tory Lanez (1992), rapper
- Atticus Mitchell (1993), acteur
- Fraser Aird (1995), voetballer
- Sophie Bukovec (1995), beachvolleyballer
- Dylan Everett (1995), acteur
- Amy Forsyth (1995), actrice
- Andrew Wiggins (1995), basketbalspeler
- Gabrielle Daleman (1998), kunstschaatsster
- Shawn Mendes (1998), singer-songwritter
- Elizabeth Pechersky (1998), voetbalster

### Vanaf 2000
- Joshua Liendo (2002), zwemmer
- Emma Raducanu (2002), Brits tennisster
- Peyton Kennedy (2004), actrice
- Olivia Smith (2004), voetbalster
- Summer McIntosh (2006), zwemster
- Enes Sali (2006), Roemeens voetballer